# Ame-no-Tajikarao
Ame-no-tajikarao (アメノタヂカラオ?) è un kami che appare nella mitologia giapponese. Il nome di Tajikarao significa "potere della mano celeste".

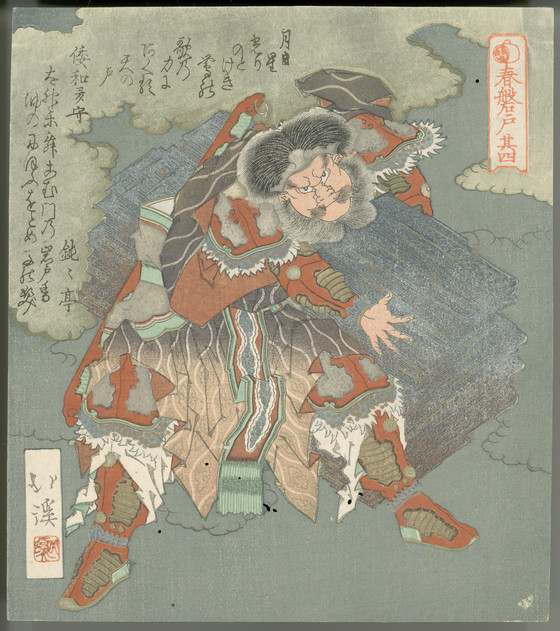
Ame-no-Tajikarao-no-kami che trasporta lastre di pietra

Nel Kojiki il duo nome è scritto come 天手力男神?, mentre nel Nihon shoki 天手力雄神?.

## Mitologia

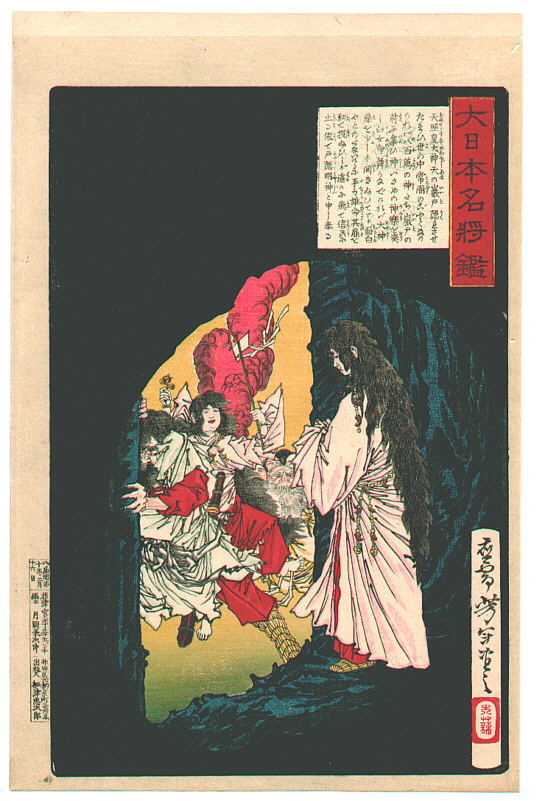
Tajikarao e L'apertura della grotta della roccia celeste (Illustrato da Tsukioka Yoshitoshi)

Durante l'evento di Ama-no-Iwato, Ame-no-tajikarao si nascose vicino la porta della grotta per tirare fuori (nel Nihon shoki e nel Kogo shūi 'per aprire') Amaterasu dalla grotta e quindi restituire la luce al mondo.
Secondo Kojiki, Amaterasu ordinò a Ame-no-tajikarao, insieme alle divinità Omoikane e Ame-no-Iwatowake, di accompagnare il Nipote Celeste e i suoi compagni, Futodama e altri che componevano i capi dei cinque clan, durante il Tenson kōrin.
Durante il Tenson kōrin, inoltre, Amaterasu ordinò a Omoikane, Ame-no-tajikarao e Ama-no-Iwatowake di accompagnare le insegne imperiali del Giappone quando queste andarono nella provincia di Ise per essere custodite nel Grande Santuario di Ise.
Nella genealogia del clan Mochizuki (望月氏?), è il nipote della divinità Kamimusubi e l'antenato di un clan dell'antico regno di Ki-no-kuni-miyatsuko (紀国造?), che è l'odierna prefettura di Wakayama.
Tuttavia, in un altro testo genealogico, Ame-no-Tajikarao sembra essere il figlio di Ame-Yagokoro-Omoikane-no-mikoto (天八意思兼命? un altro nome della divinità Omoikane), che è l'onorato antenato del clan Achinohōri. Sebbene in relazione a questo clan, in un altro testo sia iscritto il figlio della divinità Omoikane, Ame-no-Uwaharu-no-mikoto (天表春命?), il nome di Ame-no-Tajikarao non compare da nessuna parte nell'albero genealogico.

## Spiegazione
Dal significato letterale del nome ("potere della mano celeste"), si associa questa divinità alla forza e alla potenza delle braccia, per questo motivo è generalmente venerata come una divinità dello sport. L'azienda giapponese Tachikara, specializzata in attrezzature sportive, prende il nome dal dio, perché è "conosciuto storicamente come il 'dio del potere' nel folclore giapponese".

## Santuari

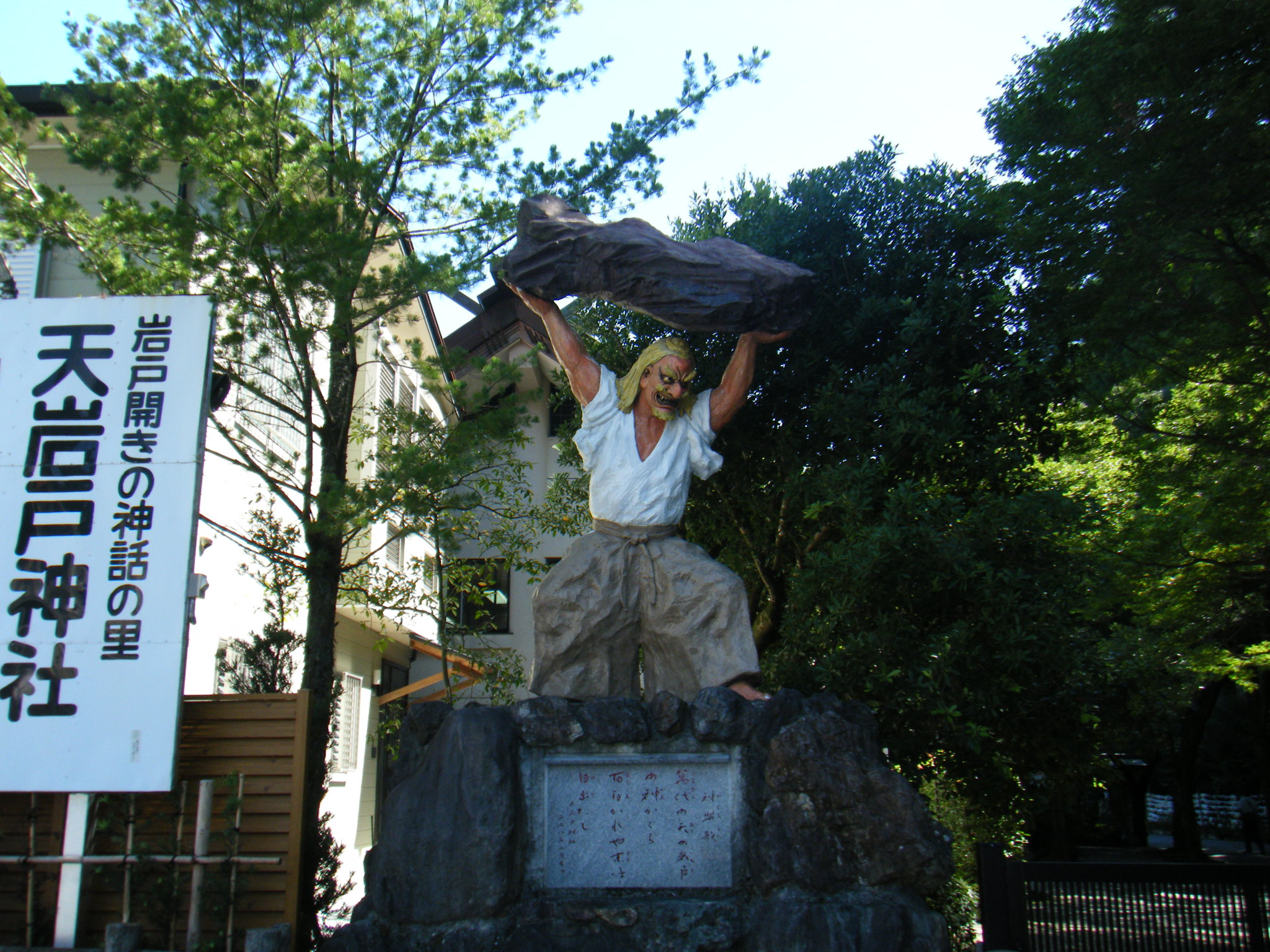
Statua di Ame-no-Tajikarao al　 Santuario Ama-no-Iwato

Si ritiene che Ame-no-tajikaro sia il dio dello sport e della potenza fisica ed è venerato nei santuari associati:
- Santuario Aiki (合気神社?) - Iwama, Prefettura di Ibaraki
- Santuario Ama-no-iwatowake Yasukutama-nushi-amatsukami (天石門別安國玉主天神社?) - Distretto di Takaoka, Prefettura di Kōchi
- Santuario Ame-no-ta-nagao (天手長男神社?) - Iki, Prefettura di Nagasaki
- Santuario Haseyamaguchisuwa (長谷山口坐神社?) - Sakurai, Prefettura di Nara
- Santuario Iwatowake (伊波止和気神社?) - Distretto di Ishikawa, Prefettura di Fukushima
- Grande Santuario di Ise (伊勢神宮?) - Ise, Prefettura di Mie
- Santuario Ōmatsuri-ame-no-iwatohiko (大祭天石門彦神社?) - Hamada, prefettura di Shimane
- Santuario Oyama (雄山神社?) - Distretto di Nakaniikawa, Prefettura di Toyama
- Santuario di Sana (佐那神社?) - Distretto di Taki, Prefettura di Mie
- Santuario Shirai (白井神社?) - Amagasaki, prefettura di Hyōgo
- Santuario Takuzudama (多久頭魂神社?) - Tsushima, Prefettura di Nagasaki
- Santuario Tejikarao (手力雄神社?) - Gifu, Prefettura di Gifu
- Santuario Tejikarao (手力雄神社?) - Kakamigahara, Prefettura di Gifu
- Santuario Toake (戸明神社?) - Kitakyūshū, Prefettura di Fukuoka
- Santuario Togakushi (戸隠神社?) - Nagano, Prefettura di Nagano

Al Santuario Togakushi c'è una leggenda che dice che la porta della grotta che Ame-no-tajikarao gettò via finì sul monte Togakushi (戸隠山?) nella provincia di Shinano.